# كين سيرز
كين سيرز (بالإنجليزية: Ken Sears)‏ (مواليد 17 أغسطس 1933 في واتسونفيل - 24 أبريل 2017)، هو لاعب كرة سلة أمريكي معتزل. بدأ مسيرته الاحترافية في سنة 1955. تم اختياره من قبل فريق نيويورك نيكس خلال الدرافت. يبلغ طوله 6 قدم 9 بوصة (2.1 م). اعتزل اللعب في 1964. شارك مرتين في مباراة كل النجوم. أحرز خلال مسيرته في الإن بي إيه 7355 نقطة بمعدل 13.9 نقطة في المباراة الواحدة. لعب مع نيويورك نيكس من سنة 1955 إلى 1962، ثم لعب مع غولدن ستايت ووريورز في سنة 1964.

## روابط خارجية
- كين سيرز على موقع إن بي أي (الإنجليزية)
- كين سيرز على موقع سبورتس رفرنس (الإنجليزية)
- كين سيرز على موقع كلية كرة السلة في سبورتس رفرنس.كوم (الإنجليزية)
- كين سيرز على موقع ريلجم (الإنجليزية)
- كين سيرز على موقع بروبوليرز (الإنجليزية)